# Confederació blackfoot
Els blackfoot (en anglès literalment "peu negre"; també anomenats tradicionalment "pieds-noirs" arran de la colonització francesa a Amèrica del Nord) eren una confederació de tribus de parla algonquina, anomenats pels anglesos blackfoot perquè duien els mocassins negres, però que s'anomenaven ells mateixos niitsitapii (el poble autèntic). Comprenien tres tribus: 
- Siksika o també sitsekay o satsikaa, "gent dels peus negres".
- Kainah o blood que vol dir "molts cabdills", també kana o kena
- Piegen que vol dir pobrament vestit, o també . Se subdividien en piegan del nord o aapatohsipiikanii i piegan del sud aamsskaapipiikanii.

La confederació estenia antigament el seu protectorat a altres tribus com els sarsi o atsina.

## Localització geogràfica

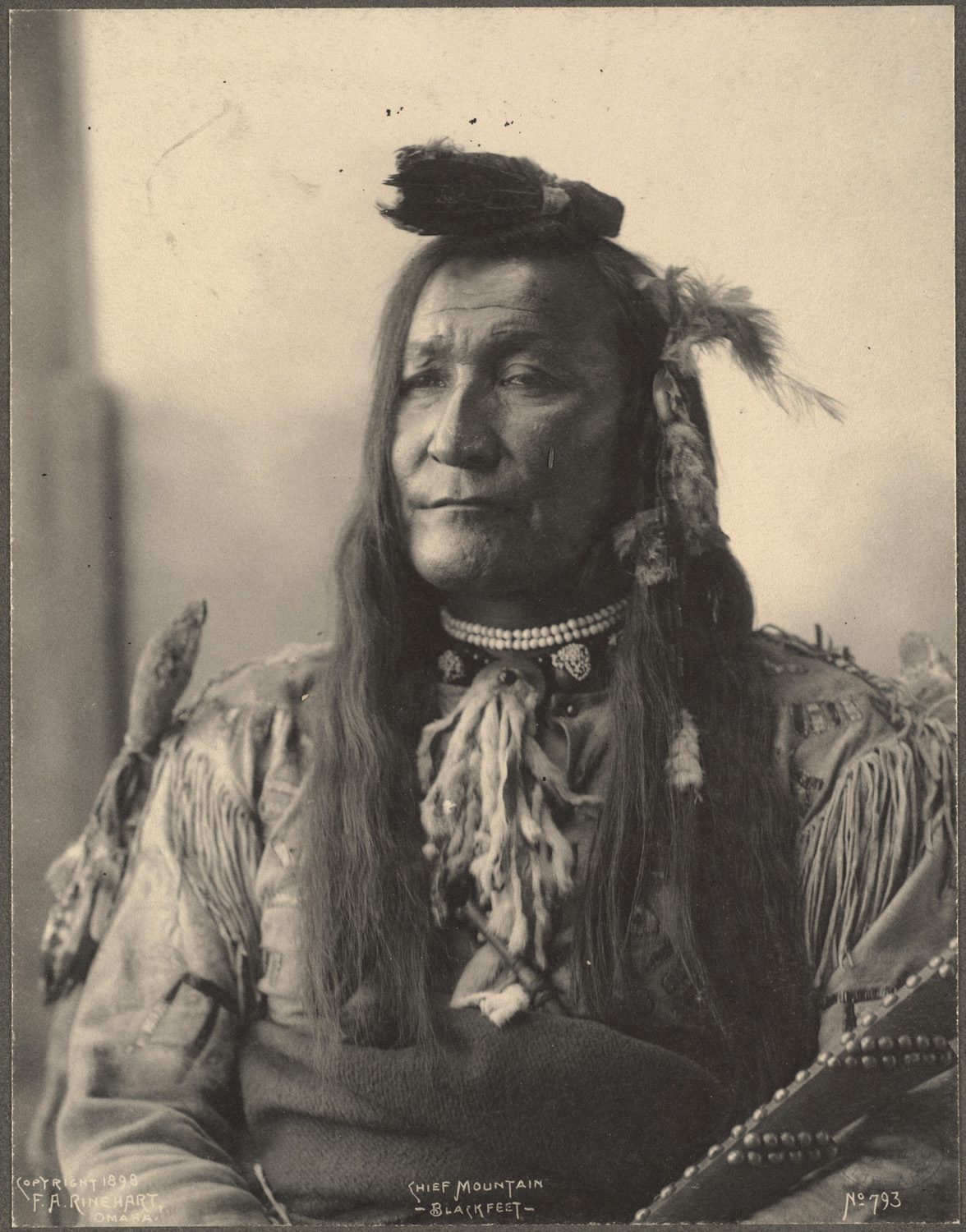
Cap Mountain dels blackfoot

Ocupaven la línia que va a l'est d'Edmonton fins Battlefort, al sud fins al Missouri (Montana) i les Rocoses (Glacier Park), en un rectangle de 650 per 560 kilòmetres, és a dir, la major part de les planures i valls del Saskatchewan, Winnipeg i alt Missouri. Pel que fa als membres de la confederació, restaven distribuïts així:
- Els siskira al nord, als marges del Saskatchewan vora Edmonton
- Els kainah al voltant del llac Calgary.
- Els piegan, més meridionals, a Montana.

Actualment estan dividits en dos grups: els piegan del sud, que viuen a la Reserva Blackfoot de Montana (EUA), i la resta, que viuen a les reserves Peigan i Blood (aquesta, de 136.760 acres), vora Lethbridge, i a la Blackfoot, vora Calgary, a Alberta (Canadà).

## Demografia
El 1780 eren potser uns 15.000 individus. Cap al 1830 havien augmentat a 30.000, la més poderosa de la zona, però una epidèmia de verola els reduí a 10.000 el 1840. El 1960 hi havia 4.850 piegan a Montana (5.164 segons altres fonts, i només el 20% eren purs) i 2.600 blackfoot a Alberta. Cap al 1985 hi havia 8.500 a Montana i 6.500 a Alberta, un total de 15.000 individus, dels quals, però, només 9.000 parlava la seva llengua.
Segons dades de la BIA del 1995, a la reserva blackfoot de Montana hi viuen 8.208 individus, però al rol tribal hi ha apuntats 14.630 individus. Segons el cens dels EUA del 2000, hi ha 27.104 blackfeet purs, 4.358 barrejats amb altres tribus, 41.389 blackfoot amb altres races i 12.839 blackfoot barrejats amb altres tribus i altres races. En total, 85.750 individus. Pel que fa al Canadà, el 2000 hi havia censats 9.645 a la reserva Blood (Saskatchewan), 5.844 a la reserva Siksikan (Saskatchewan) i 3.354 a la reserva Piikani (Alberta).

## Costums
Vivien en comunitat amb els sarsi i els atsina. Eren coneguts per llur fortalesa, i el seu poder militar era el més agressiu de les planúries del Nord-oest. Posseïen grans manades de cavalls, i la seva religió, barreja de supersticions i ritus màgics, constituïa un important factor d'aglutinació tribal. Les més importants d'aquestes giraven al voltant del bisó, al qual anomenaven estipah-sikikini-kots ("quan es va aixafar el cap") i sobre el qual existia una rica mitologia (creien que apareixia quan invocaven els esperits del vent, la muntanya i del corb, al qual consideraven l'au perfecta), igual com sobre el cavall, anomenat per ells pono-kamita (antílop-gos).

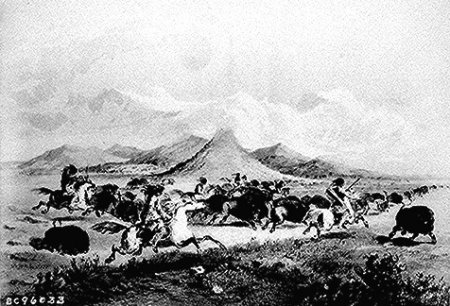
Blackfeet caçant búfals

Segons la seva mitologia, són descendents dels set fills que van tenir el matrimoni format pel sol i la lluna. La lluna, després, es va fer amant de l'home-escurçó i fou morta pels seus fills.
Vivien en tipis de pell de bisó, guarnits de manera molt barroca. Cada tribu de la confederació es dividia en nombroses bandes de cacera sense xefatura hereditària, amb un o dos cabdills sense gaire poder efectiu. Com els altres tribus de les planures, tenien societats guerreres com els Gossos Valents, dels Búfals, de les Banyes i els Kisapa (pèls recollits) encarregats de danses. Se separaven entre octubre i novembre per a hivernar a les valls dels rius més protegits, i a l'agost es reunien en un gran campament per a assecar pemmican i ballar la dansa del sol. Molts individus es preparaven amulets de medicina propis, amb els quals creien que obtindrien victòries en la guerra i en la cacera, així com a protecció contra la tristesa i la dissort.

## Història
Segurament emigraren cap a l'oest procedents dels Grans Llacs d'Amèrica del Nord, com també ho feren xeiene i arapahos, a peu amb travois tirats per gossos, en els quals duien llurs béns. A començaments del segle xviii eren caçadors de búfals que ocupaven la vall del Saskatchewan, 400 milles a l'est de les muntanyes Rocoses. Cap al 1750, segons els testimonis dels pocs comerciants que els visitaren, adquiriren cavalls, i cap al 1770 armes de foc mercè els traficants de la Hudson Bay Company, i s'expandiren cap a l'oest i sud fins a Montana i l'alt Missouri tot atacant les tribus veïnes. També afirmen que tenien el costum que el cabdill muntanyenc sobre una mula blanca. El 1787 foren visitats pel diplomàtic britànic David Thompson, qui comercià amb el cabdill piegan Saukamapee. Ja aleshores tenien una mena de protectorat sobre els sarsi, atsina i part dels arapahos. Tanmateix, el 1803 els piegan atacaren els nord-americans Lewis i Clark quan intentaven visitar-los.
Des del 1806, i durant un quart de segle, varen impedir la rapinya dels comerciants i l'entrada de caçadors furtius blancs de pells de castor al seu territori. Alhora, també lluitaven contra llurs veïns teton, cree, atsina, xoixons, assiniboine, anishinaabemowin i xeienes, capturant-los cavalls i cabelleres. El 1808 també foren visitats pels comerciants John Coltre i John Potts, però no aconseguiren cap avantatge comercial. El 1822 la Missouri Fur Company intentà entrar a la zona, però foren atacats. En canvi, el 1830 el príncep Arthur Philippe Maximilian von Wied els visità i fou molt ben rebut. Més tard, entre el 1832 i el 1840 foren visitats per George Catlin, qui els va dibuixar i descriure llurs costums. De fet, fins al 1820 els blancs no aconseguiren entrar a llur territori, ja que mataven els mercaders i els prenien la mercaderia per vendre-la al Canadà.
El 1836 van patir una epidèmia de verola que els reduí en dues terceres parts, però tot i així eren força temuts, i fins al 1850 dominaren el territori entre les Rocoses i el Missouri. El 1846 Alexander Culbertson fundaria Fort Benton entre el riu Marias i el Mississipi, per tal de comerciar amb pells de bisó, però el 1873 l'assaltaren i el destruïren. Patiren noves epidèmies el 1845 i el 1847, alhora que els canadencs els venien whisky i els incitaven a robar cavalls i a prostituir les dones per obtenir diners per a l'alcohol, cosa que els degradà moralment força. El 1855 els EUA els van imposar el tractat de Lame Bull, pel qual feien amb llurs veïns a canvi de 2.000 $ a l'any en serveis i estris per tal que es dediquessin a l'agricultura, però no ho van fer. Fins al 1886 van atacar crows, assiniboines, kutenais, kalispell i bitterroot salish per tal de robar-los cavalls.

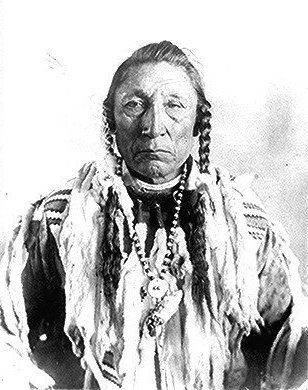
Curley Bear, cap dels blackfoot

El 1860 els kainah van marxar cap al Canadà amb el seu cabdill Crowfoot (1830-1890). El 1877 ell i Red Crow signaren un acord amb el govern britànic per tal d'establir una reserva a la colònia d'Alberta, on és el seu territori originari. D'aquesta manera, quan esclatà la gran revolta índia del 1885, ells no la van secundar i foren lleials a la Gran Bretanya. Tot i així, es produïren alguns conflictes quan el xamà blood Si'k-okskitsis/Charcoal (1856-1897) fou empresonat un any per matar el timoner encadenat d'un vaixell, i després quan el 1897 matà la seva esposa per infidel i un policia muntada que el perseguia perquè fos el seu missatger davant els esperits, fou condemnat a mort i executat. Els que continuaren als EUA van fer tractats amb el govern federal el 1865. Però el 1868 els colons de Montana decidiren atacar-los per tal de robar-los el ramat i les terres.
L'únic incident armat que van tenir amb l'exèrcit dels EUA, però, fou l'anomenada Guerra Piegan, amb l'única batalla del 6 de gener del 1870 quan el coronel E. M. Baker provocà una matança de piegans a riu Marias (Montana), amb 173 morts (d'aquests 90 dones i 50 nens), la majoria d'aquests malalts de verola (aquell any patiren una nova epidèmia). Només sobrevisqueren 46 de la matança, i el fet es va mantenir en secret per les autoritats.
Això i la reducció dels búfals provocà epidèmies de fam entre els piegan de Montana el 1875. Quan el búfal fou exterminat cap al 1880 pels caçadors contractats pel govern nord-americà, una quarta part dels piegan (uns 600 individus) va morir de fam i fred l'hivern del 1883-1884. Després d'això, es van dedicar a l'agricultura. Pel tractat del 1888 se'ls imposà la General Allotment Act del 1887, pel qual obtingueren la seva reserva, que havia de ser trencada en parceles individuals, però no s'arribà a complir.
El 1896 se'ls imposà un altre tractat pel qual es fixaren les fronteres definitives de la reserva. I el 1907, per la Blackfeet Allotment Act, trencaren la reserva tribal en petites unitats. Això facilitaria que dels 800.000 acres inicials, cap al 1930 només uns 210.000 pertanyien a membres de la tribu. El 1916 els piegan de Montana van enviar una delegació a Washington encapçalada per Wolf Plume, Sing of Bird i Curly Bear per tal de denunciar les condicions miserables en què vivien: el 64,3% tenia tracoma i el 30% tuberculosi, i l'alcoholisme feia estralls. Alhora, entre el 1900 i el 1920 els d'Alberta es van veure obligats a vendre una quarta part de la reserva al govern canadenc. I mentre que els de Montana obtindrien la ciutadania nord-americana el 1924, els del Canadà no obtindrien la ciutadania canadenca fins al 1966.
El 1966 el president de la Reserva Blackfoot de Montana, Earl Old Person, denuncià l'Omnibus Bill i la política de Termination com un intent d'extermini. El 1980 es descobrí petroli a la reserva de Montana, però les companyies només els paguen 2 $ per barril, quan l'OPEP en paga 40 $. Pel que fa als d'Alberta, la Universitat de Lethbridge va elaborar un diccionari blackfoot el 1989 i una gramàtica el 1991 per tal que puguin aprendre llur llengua a l'escola.

## Llista de blackfoot
- Crowfoot
- Two Guns White Calf
- Mountain Chief
- Bear Bull
- Mike Mountain Horse
- Earl Old Person
- Elouise Cobell
- James Welch
- Beverly Hungry Wolf
- Steve Reevis